# صموئيل بيرنستاين (كاتب سيناريو)
صموئيل بيرنستاين (بالإنجليزية: Samuel Bernstein)‏ هو كاتب سيناريو أمريكي، ولد في 1970.